# Filip Boroša
Filip Boroša (21. rujna 1993.), hrvatski gimnastičar i hrvatski državni reprezentativac. 
Član ZTD-a od 1997. godine. Od 2004. natječe se na međunarodnim natjecanjima. Bio je član hrvatske kadetske i juniorske reprezentacije. Na europskom prvenstvu u Birminghamu ušao je među 24 najbolja, čime je ispunio normu za sudjelovanje na Svjetskim Olimpijskim igrama mladih u Singapuru. Ondje se je plasirao u završnicu vježbe na parteru i osvojio šesto mjesto. U višeboju je na istim igrama bio 31. U Hrvatskoj je prvak u višeboju za 2010. godinu. Na PPH pobijedio je u trima disciplinama, na karikama, prijeskoku i preči te je bio drugi u disciplinama na konju s hvataljkama i ručama.

## Sudjelovanja na velikim natjecanjima
- europska prvenstva

Sudionik europskog prvenstva koje se je održalo 2010. godine u Birminghamu.
- svjetska prvenstva

Sudionik svjetskog prvenstva koje se je održalo 2010. godine. 